# Oshan
Oshan (chinois : 欧尚 ; pinyin : Ōushàng) était une marque de voitures particulières sous Changan Automobile. Elle était à l'origine connue sous le nom de Changan Commercial Vehicles, la division qui se concentre sur la production de micro-fourgonnettes et de camions légers. La marque a été renommée Changan Oshan en avril 2017, ce qui marque son implication dans la production de véhicules de tourisme.
Le nom de la marque « Oshan » a été inspiré par l'un des modèles de monospaces de Changan Commercial Vehicles Oushang.
En 2024, Changan a décidé de cesser les activités de la marque Oshan et de fusionner la gamme de produits et le canal de vente avec la marque Changan.

## Des produits

### Modèles abandonnés

#### Sedan
- Oshan Qiyue (2022-2023), voiture sous-compacte, rebadgée Suzuki Ciaz
- Oshan Niou 2 (2019-2020), citadine

#### SUV
- Oshan COS1°/COS1°GT (2018-2021), SUV intermédiaire
- Oshan COS3° (2019-2021), SUV sous-compact
- Oshan COS5° (2019-2022), SUV sous-compact
- Oshan CX70/CX70T (2016-2019), SUV intermédiaire
- Oshan X70A (2017-2022), SUV compact
- Oshan X5/ X5 Plus (2020-2024), SUV compact
- Oshan X7/ X7 Plus (2019-2024), SUV intermédiaire
- Oshan Z6 (2021-2024), SUV intermédiaire

#### MPV
- O Shan Chan G type/A600 (2015-2022), monospace compact
- O山Cosmos (2018-2022), monospace compact
- Oshan A800 (2017-2020), monospace compact
- Oshan Oliwei/ Chana Eulove (2013-2018), monospace compact

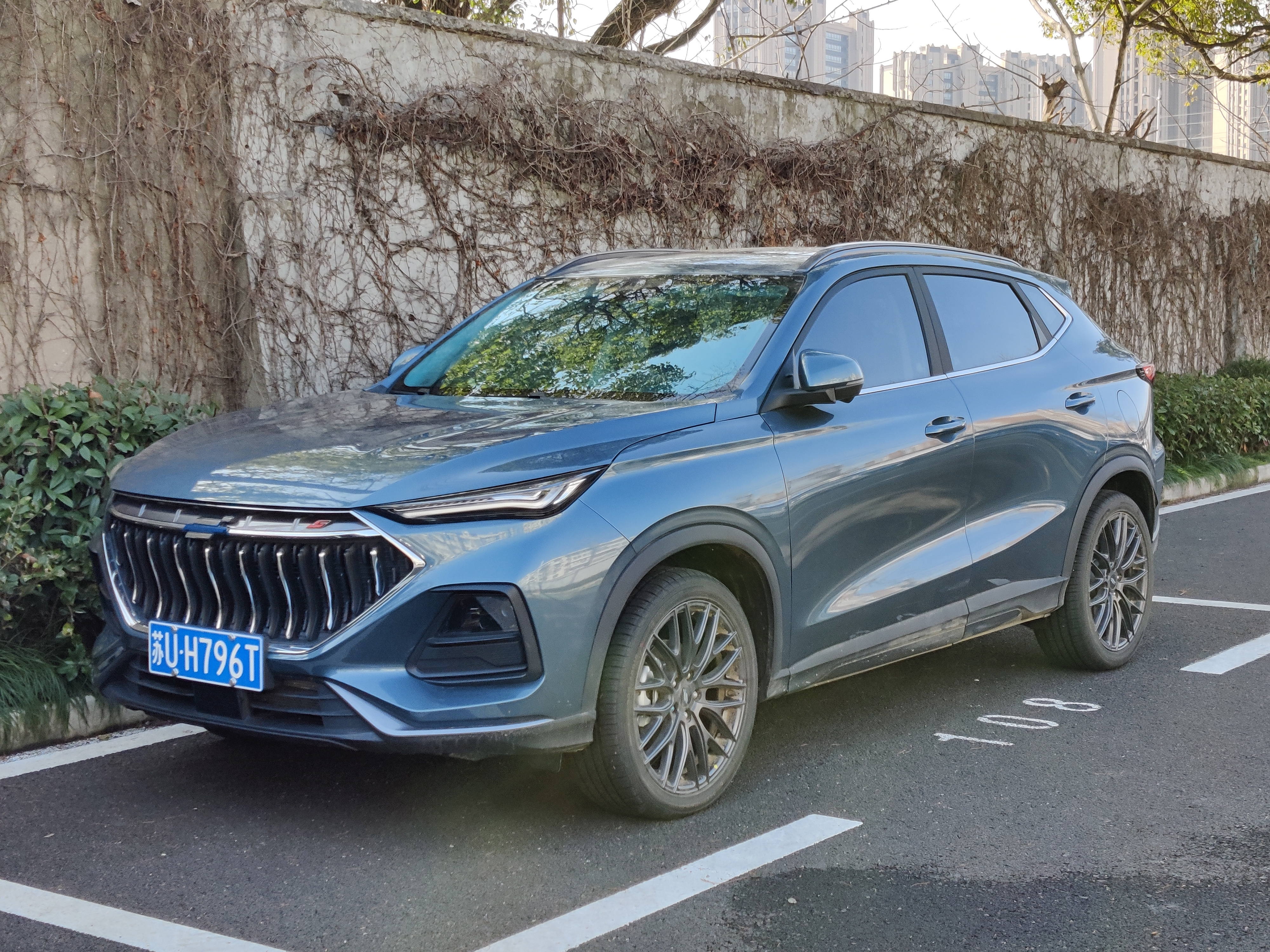
Oshan X5
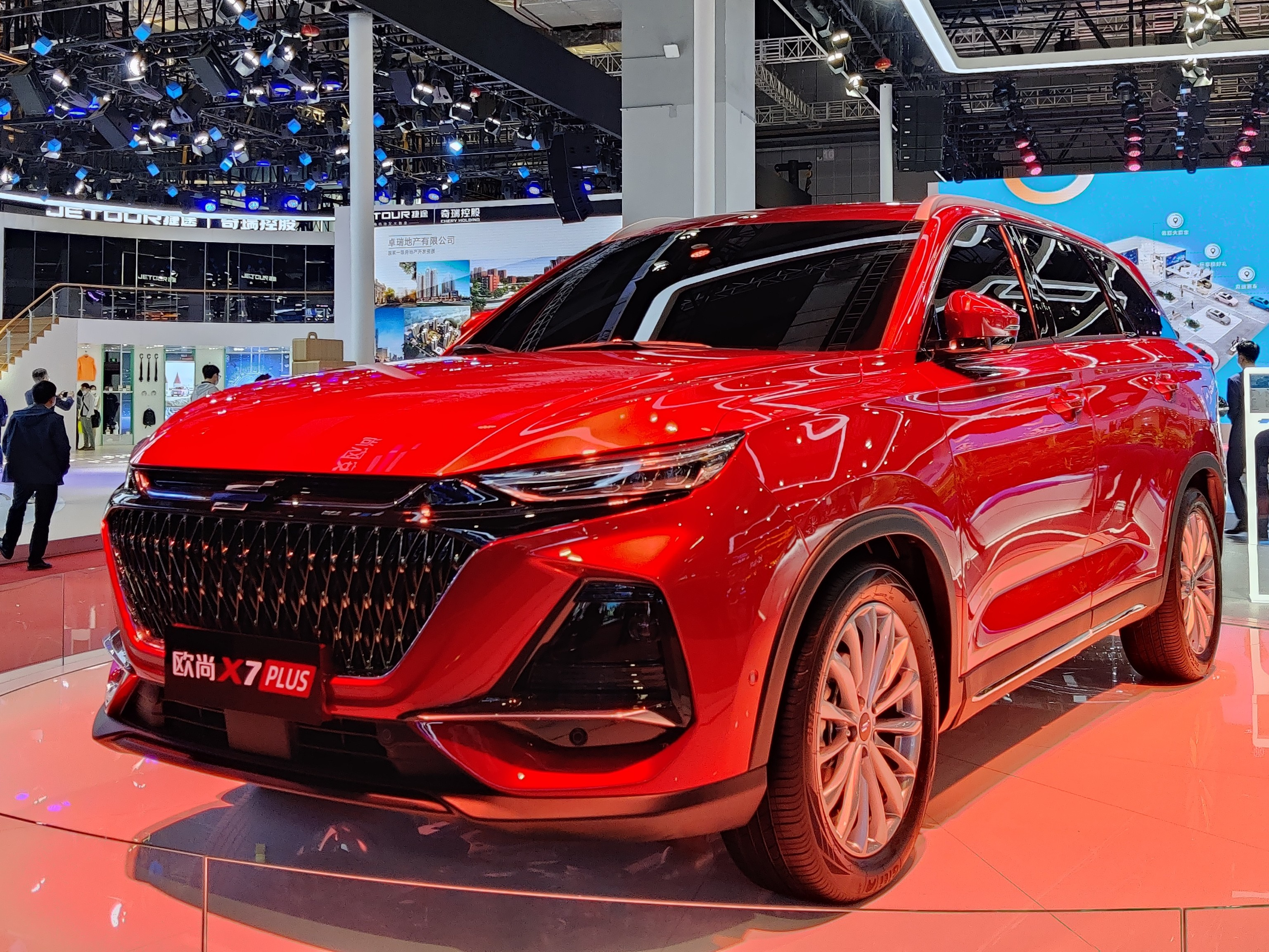
Oshan X7 Plus
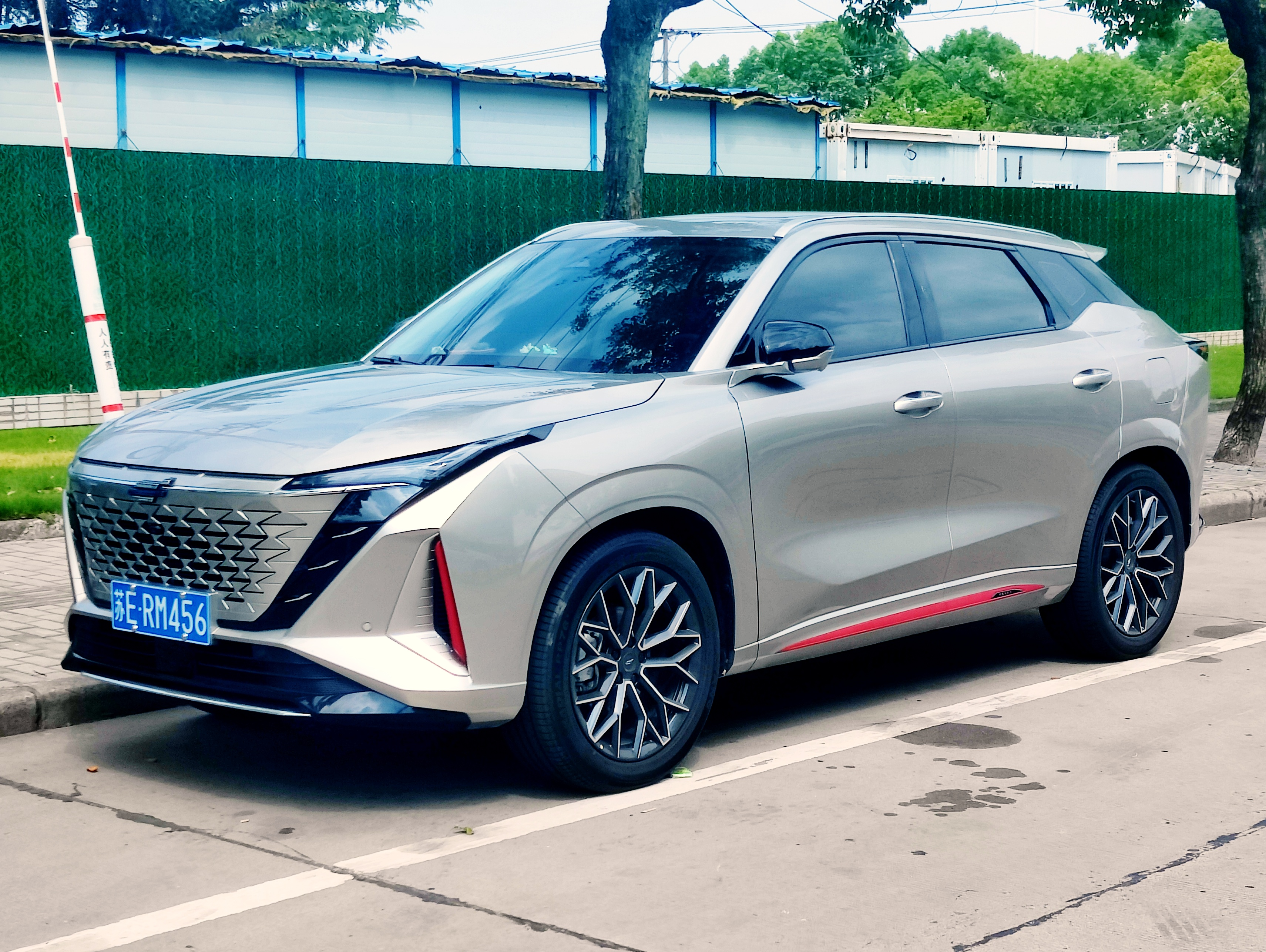
Oshan Z6
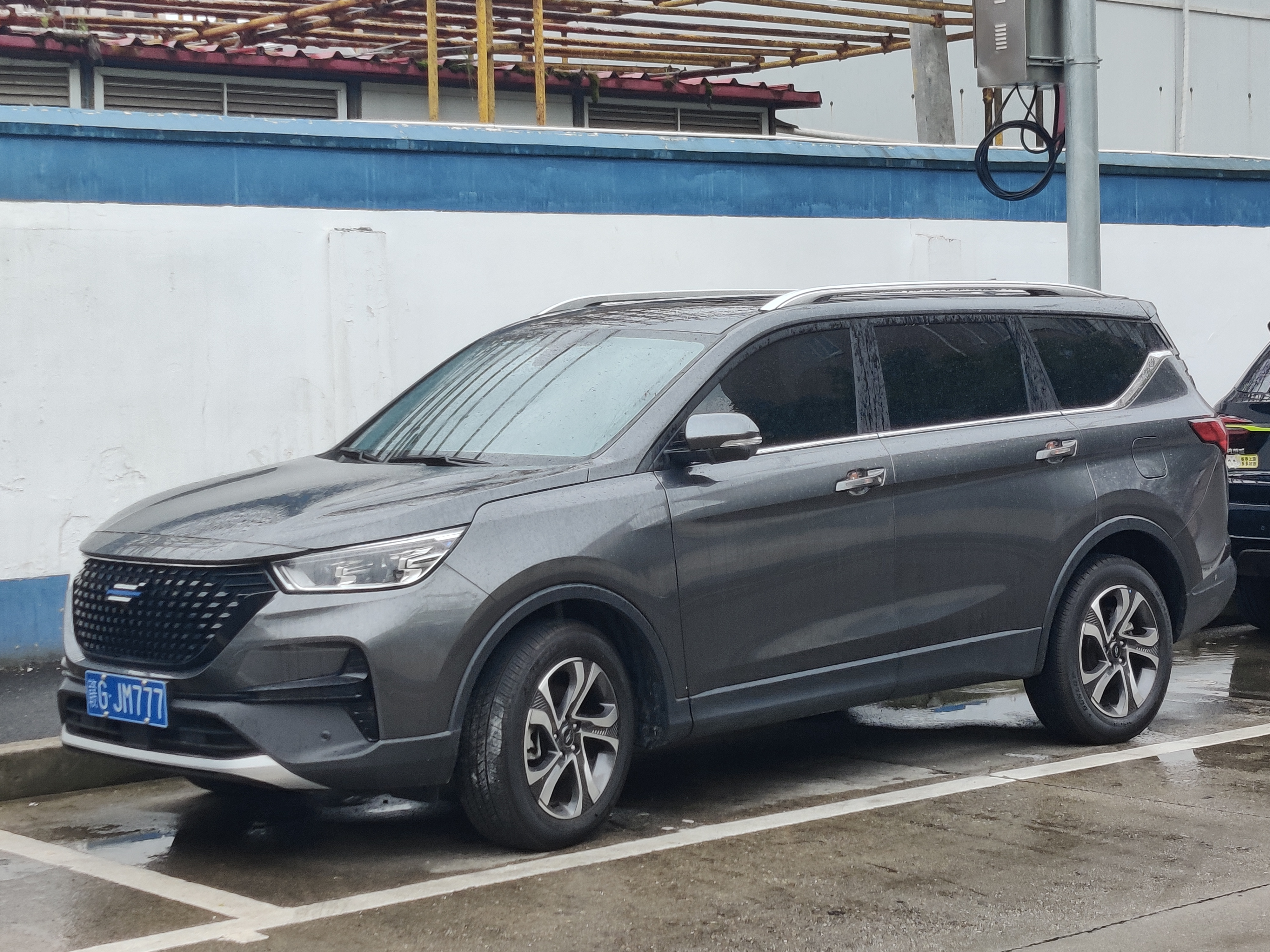
Oshan COS1°GT
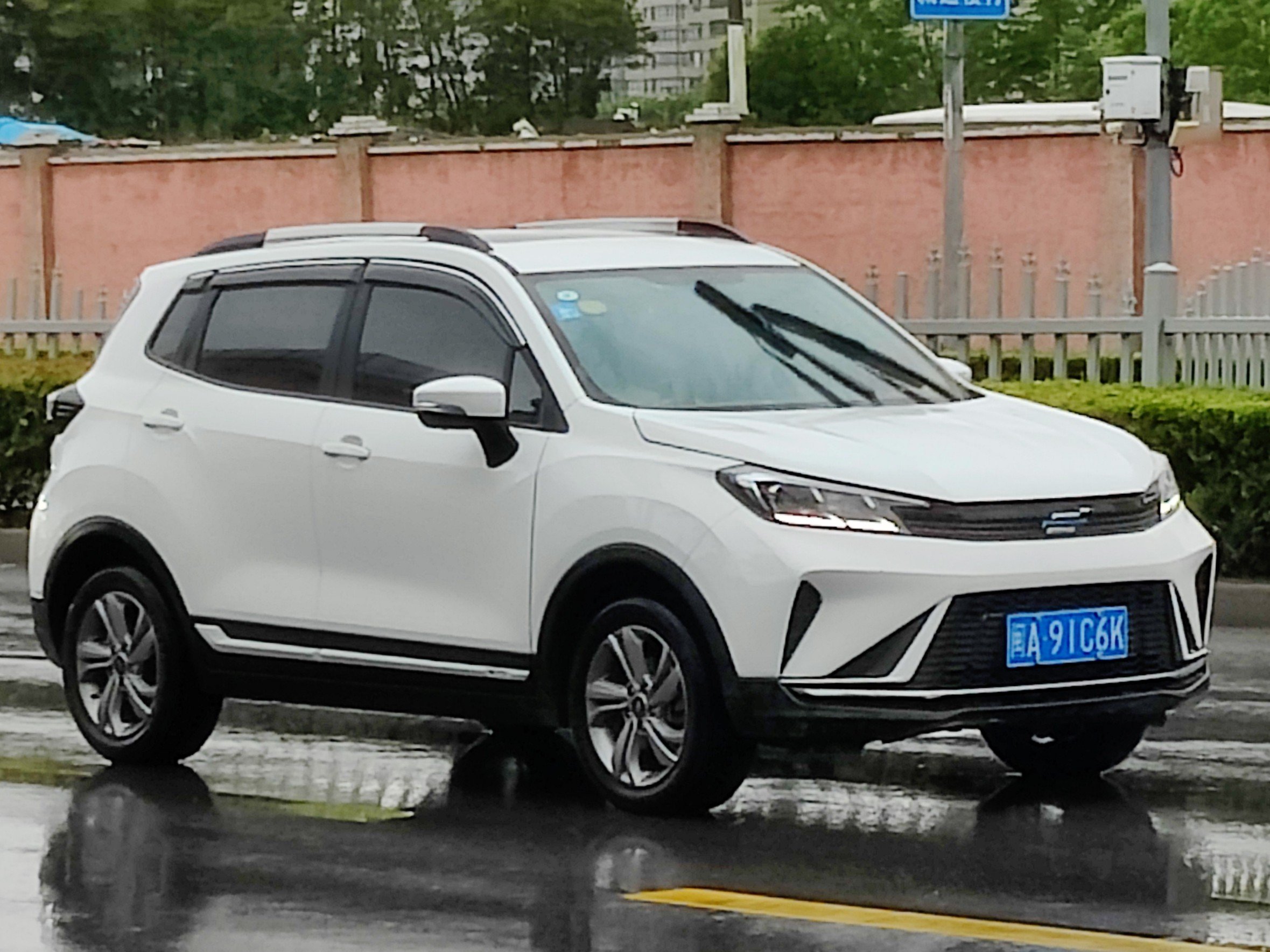
Oshan COS3°
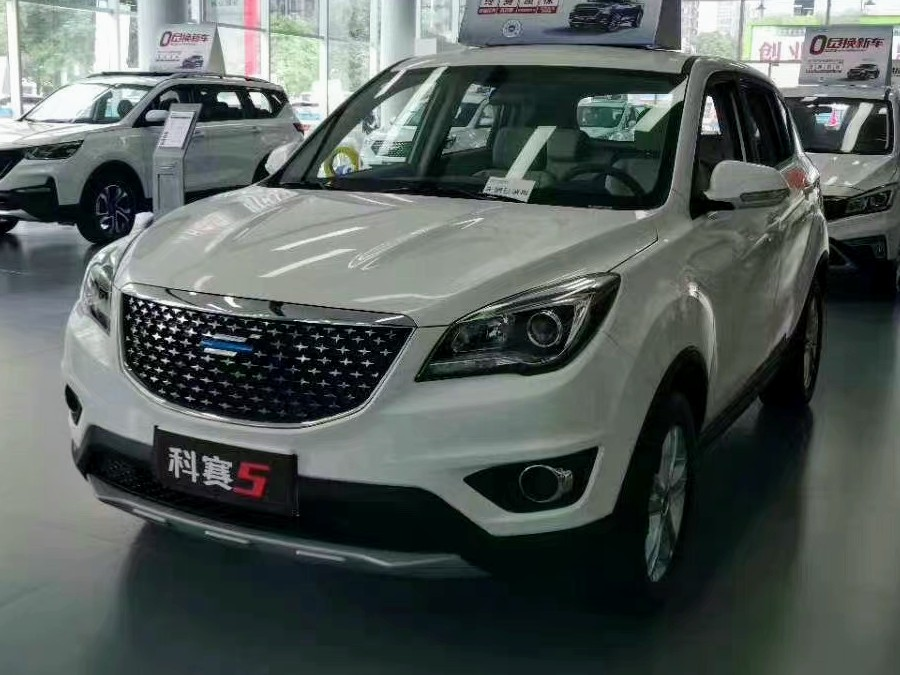
Oshan COS5°
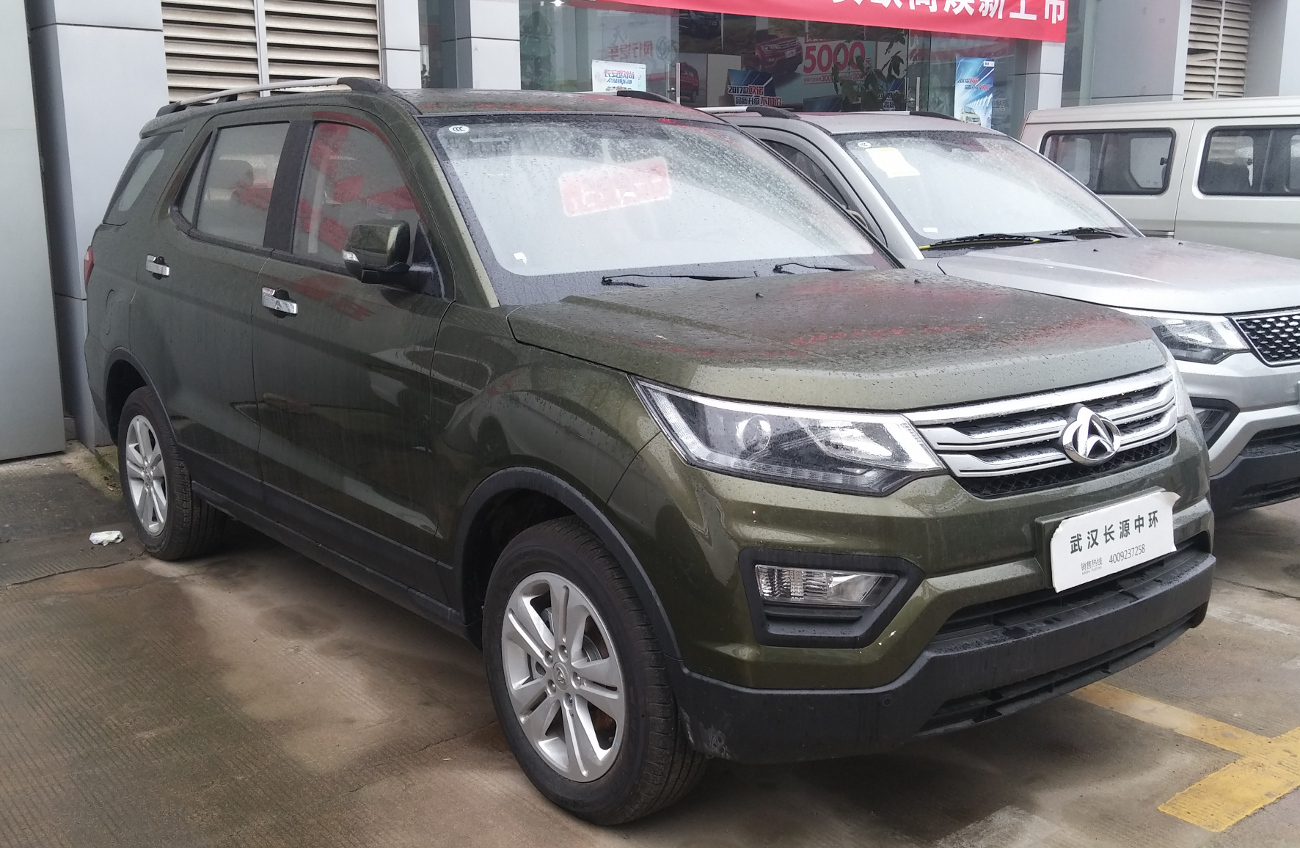
Oshan CX70
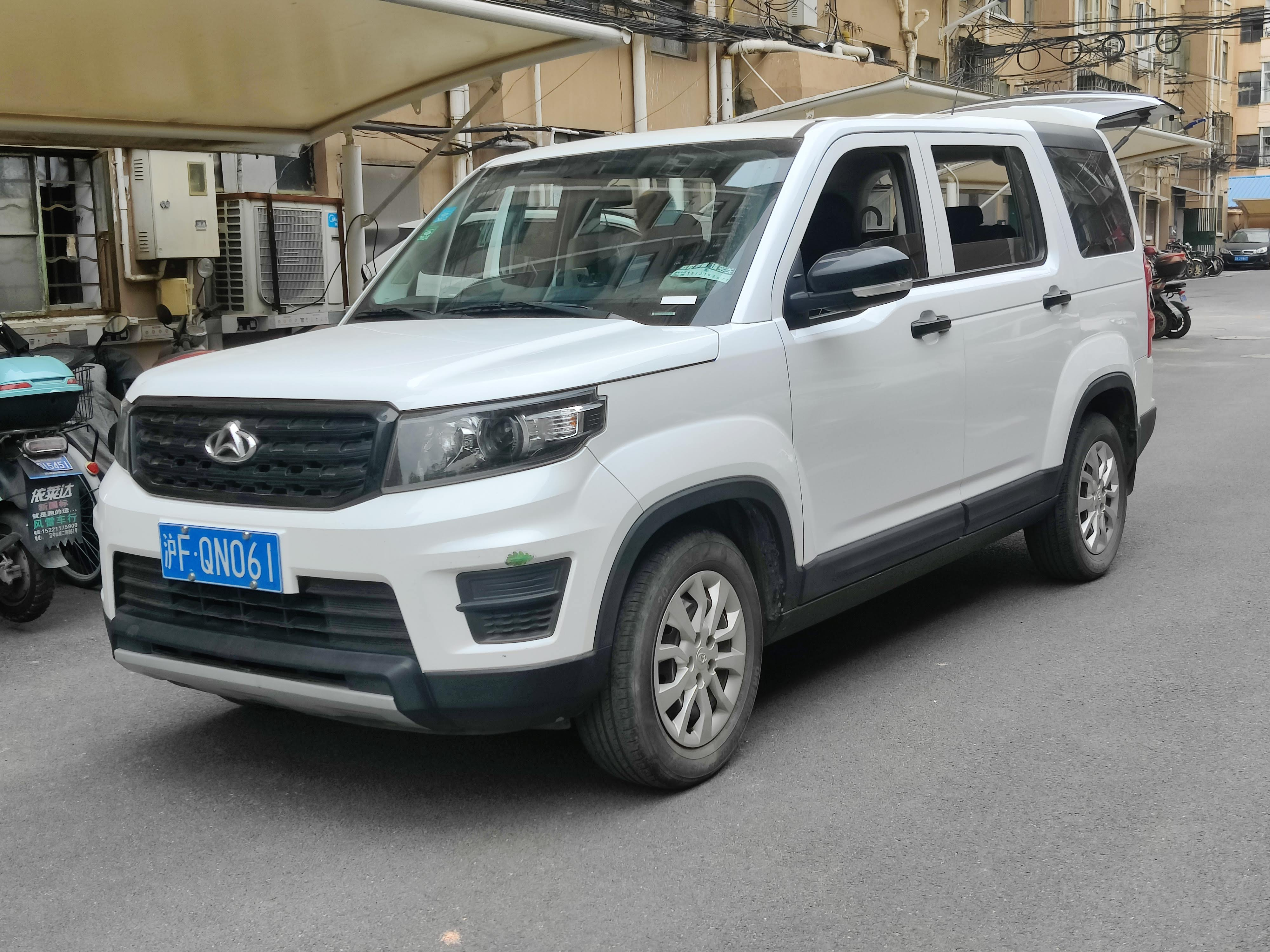
Oshan X70A
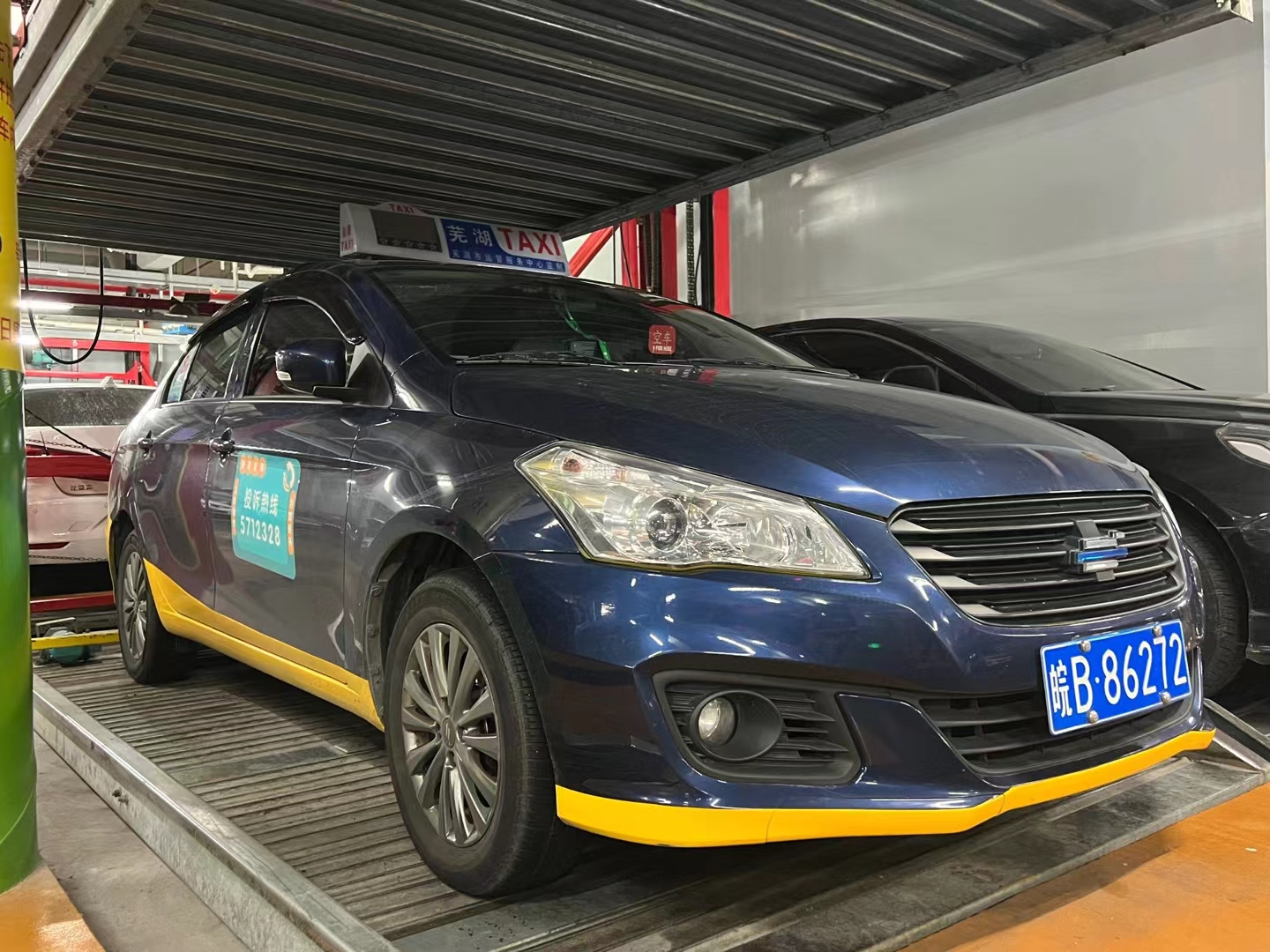
Oshan Qiyue
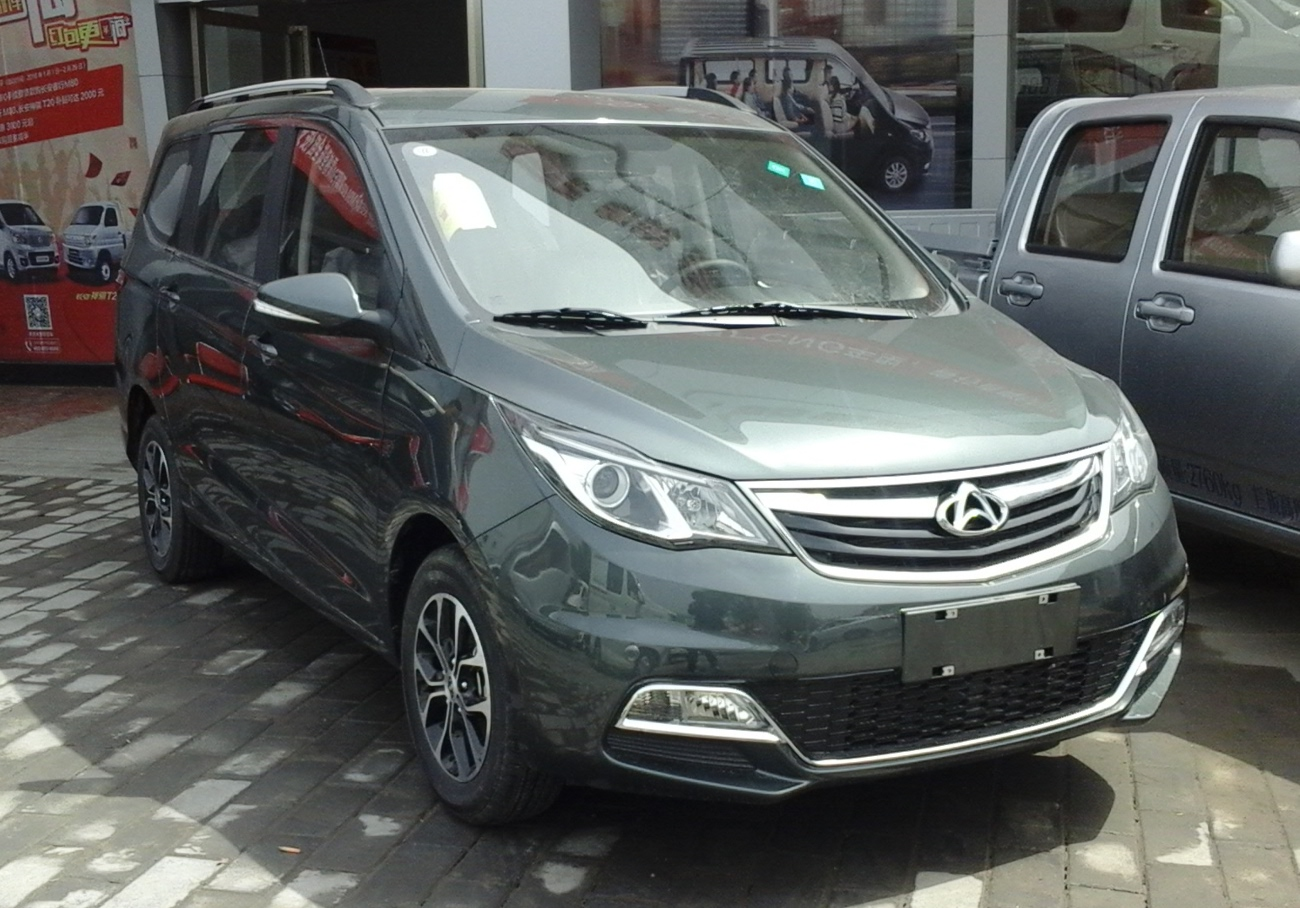
Oshan A600
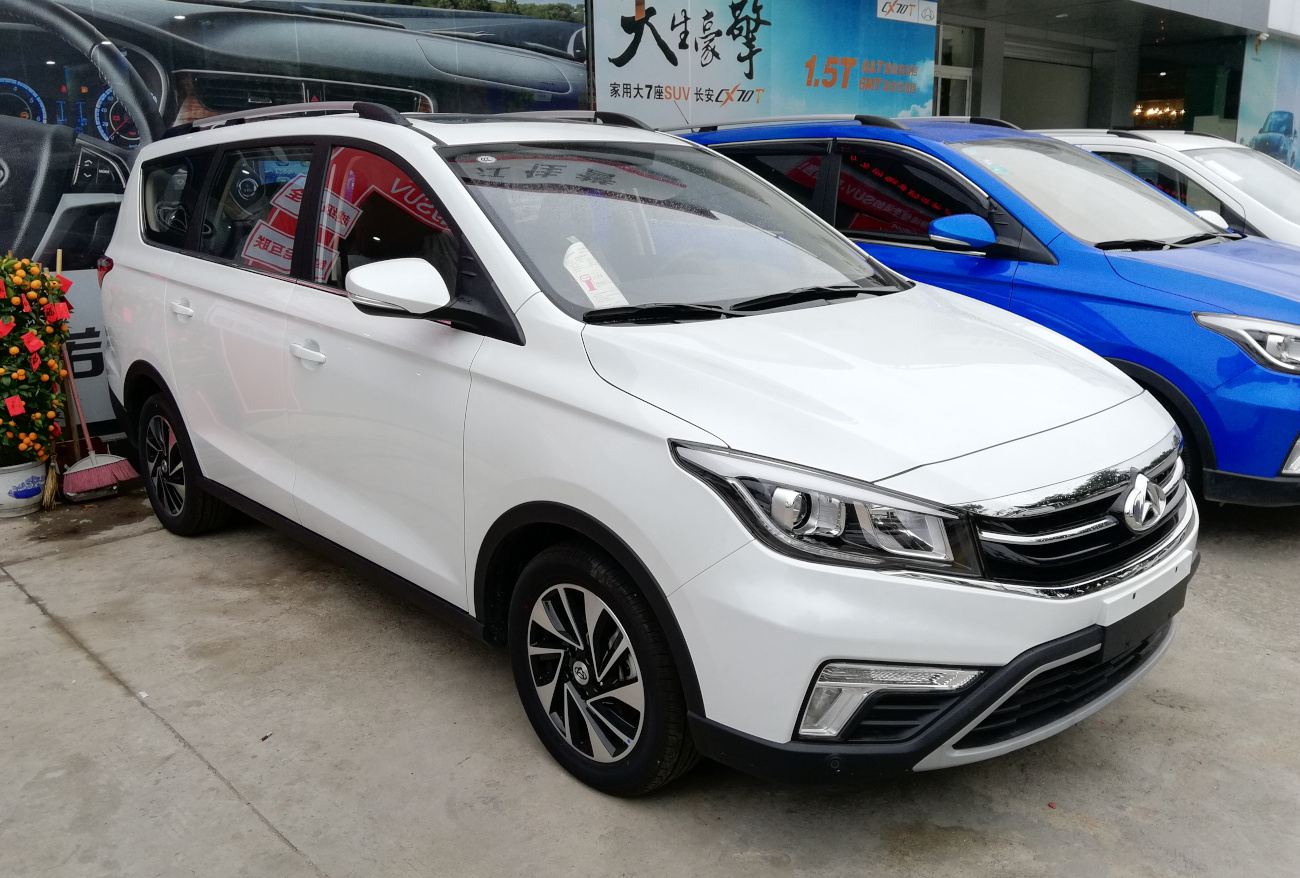
Oshan A800
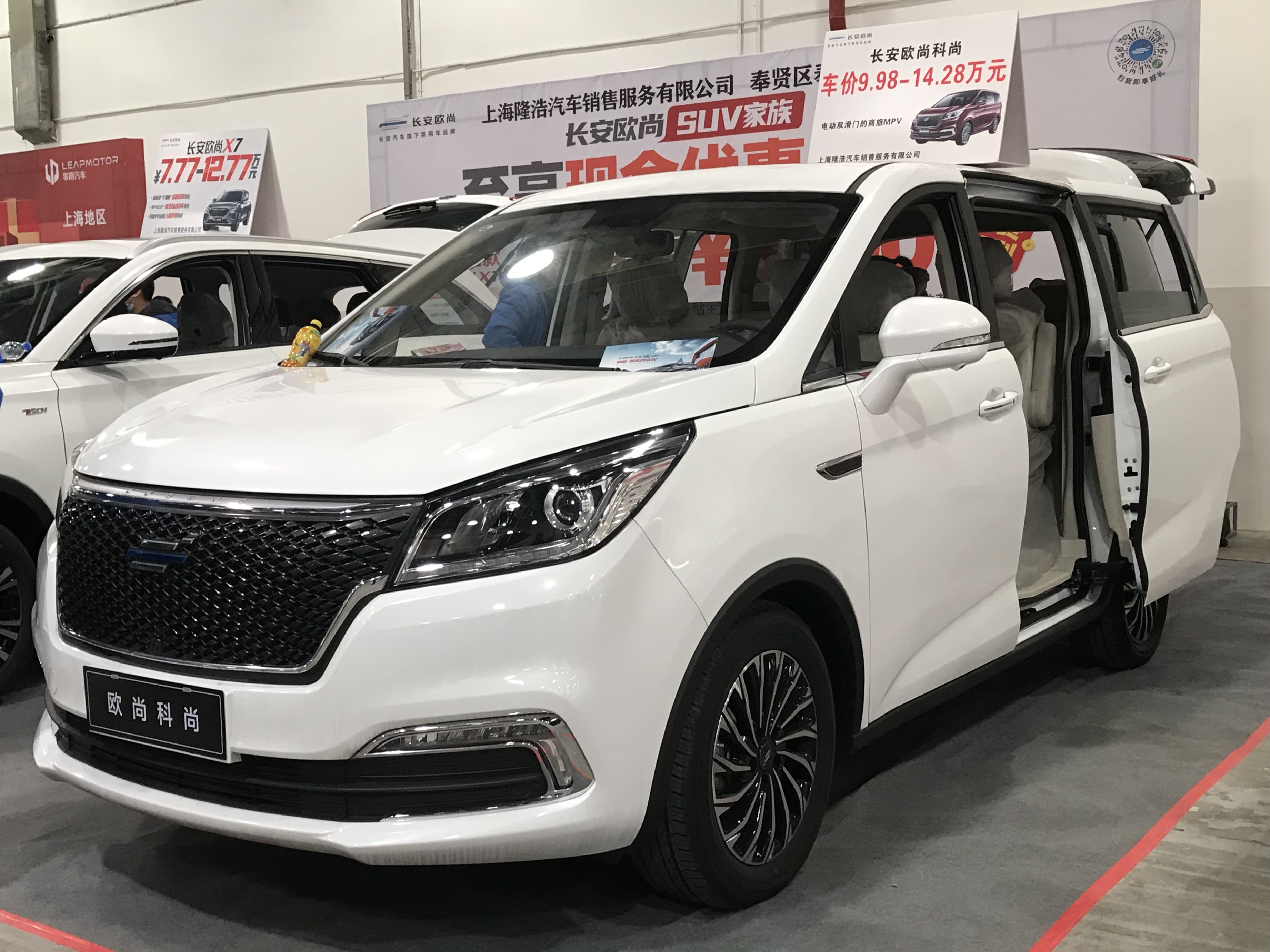
Oushan Cosmos
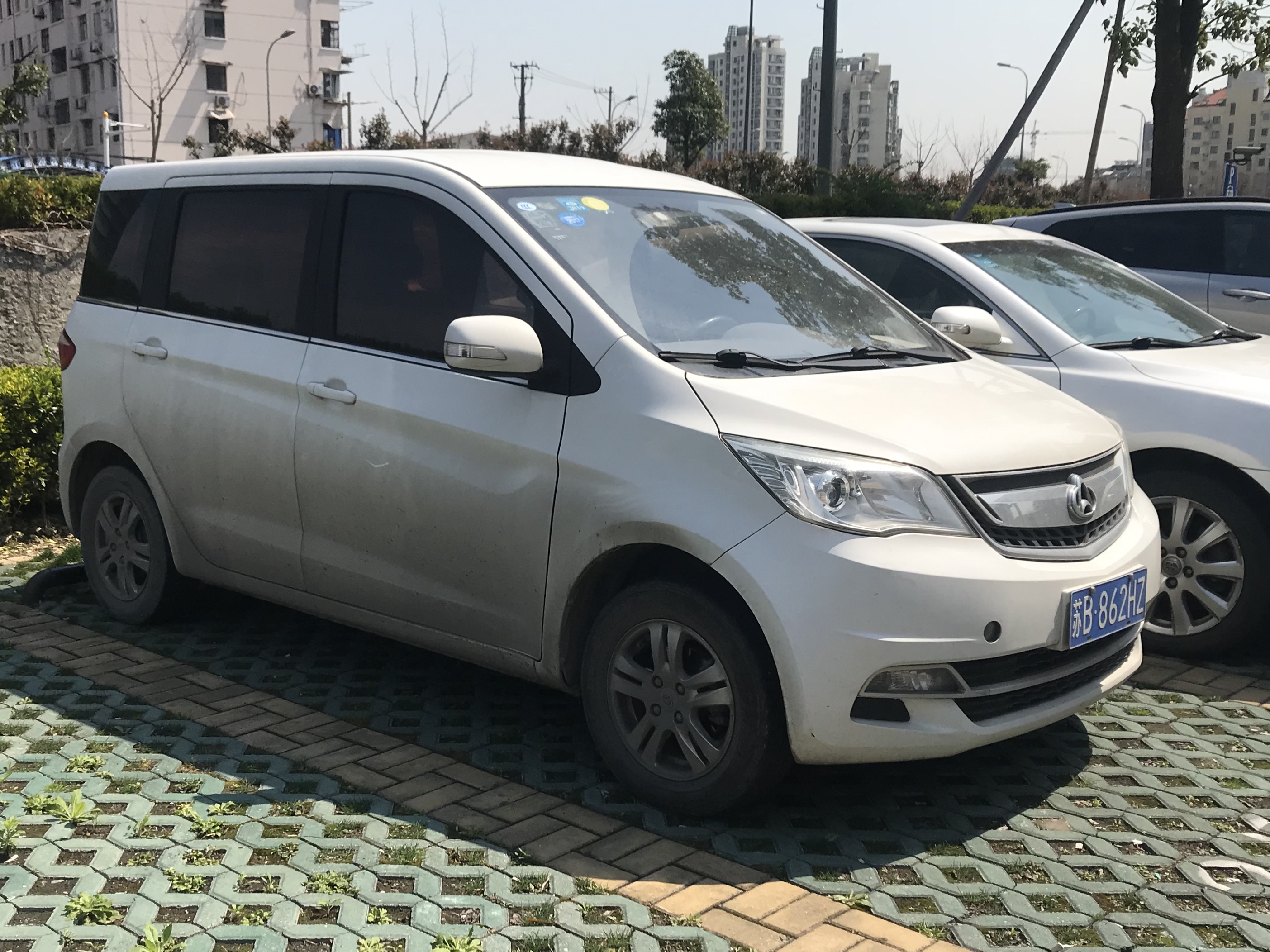
Chana Eulove

## Les références
1. ↑  « 从此以后再也没有长安商用这个品牌了 », sur www.sohu.com (consulté le 6 octobre 2023)
2. ↑  网易, « 长安汽车重构旗下品牌：欧尚“隐退”，将并入“引力”体系！ », sur www.163.com,‎ 1er mars 2024 (consulté le 2 avril 2024)